# SEFOR
SEFOR (Southwest Experimental Fast Oxide Reactor, es decir, Reactor Experimental de Óxido Rápido del Sudoeste) es un reactor reproductor de neutrones rápidos experimental desactivado situado cerca de Strickler, Condado de Washington en el noroeste de Arkansas.
Utilizaba combustible MOX y estaba refrigerado por sodio líquido, y generaba 20MW de calor pero no electricidad. Se construyó en especial para probar las características supuestas de seguridad inherentes a la configuración de combustible de óxido/refrigeración por sodio líquido, y, en particular, el efecto en el núcleo del reactor de la expansión térmica, incluida la de una situación de accidente. La creencia de que esta configuración pudiera estabilizar el núcleo fue confirmada.
SEFOR funcionó desde 1969 a 1972, cuando el programa original se completó de acuerdo con lo planificado. Su funcionamiento corría a cargo de General Electric y estaba dotado financieramente por el gobierno de los Estados Unidos a través de Southwest Atomic Energy Associates, un consorcio sin ánimo de lucro formado por 17 compañías de energía y agencias nucleares europeas.
Una propuesta para subvencionar la continuación de su funcionamiento hasta 1977 fue rechazada con anterioridad a su cierre en 1972. El combustible y el refrigerante de sodio irradiado fueron retirados más tarde en 1972, y se realizó algunas labores de desmantelamiento. El reactor fue adquirido por la Universidad de Arkansas en 1975 que sigue detentando su propiedad, aunque la universidad no lo ha hecho funcionar nunca. SEFOR fue designado como emplazamiento nuclear histórico en octubre de 1986.
El concepto de diseño de utilizar la expansión térmica para estabilizar el núcleo de un reactor ha sido desde entonces incorporado a otros diseños de reactores, en especial en el reactor de lecho de guijarros el cual, no obstante, no es un reactor de neutrones rápidos ni un reactor reproductor de neutrones.
El emplazamiento todavía sigue contaminado con material radiactivo, asbestos y residuos químicos. Con datos de 2005, la universidad sigue buscando una dotación de 16 millones de dólares para los trabajos de descontaminación. La senadora por Arkansas, Blanche Lincoln, inició los intentos para conseguir fondos en 1999. En 2005 presentó la legislación para la desinstalación y descontaminación de SEFOR en la Energy Policy Act de 2005. A pesar de que la disposición fue aprobada y firmada por el presidente de los Estados Unidos George W. Bush, no se ha conseguido el dinero adecuado para limpiar el emplazamiento.